# پت‌زون
پت‌زون (به عربی: بت زون) خرده فروشی غذای حیوانات خانگی و سایر کالاهای اساسی مربوط به حیوانات خانگی است که مقر اصلی آن در الرای کویت است و در سال ۲۰۱۰ تأسیس شده‌است.

## پیشینه
پت‌زون در سال ۲۰۱۰ توسط فواز العنزی و محمد دوایج به عنوان یک فروشگاه کوچک در الری تأسیس شد، آن‌ها از آن زمان گسترش یافته‌اند و دارای ۱۰ فروشگاه در کویت و ۳ فروشگاه دیگر در امارات متحده عربی هستند،در سال ۲۰۱۵، پتزون وب سایت تجارت الکترونیکی خود را راه اندازی کرد که محصولات حیوان خانگی و خدمات خریداران مجازی را ارائه می‌دهد. پتزون محصولات مختلفی را برای گربه‌ها، سگ‌ها، پرندگان، حیوانات کوچک، ماهی‌ها و اسب‌ها ارائه می‌دهد.
پت‌زون همچنین فعالیت‌های گروه حیوانات محلی و خدمات آموزشی برای مدارس و سازمان‌ها ارائه می‌دهد، سایر فعالیت‌های رفاهی جامعه آن‌ها شامل مهمانی‌های تولد، بازدید از مدرسه، تحویل و نصب، تماس گرفتن و حکاکی برچسب است.